# 女将になります!
『女将になります!』（おかみになります!）は、NHK総合で2003年3月31日から5月8日までよるドラ枠にて放送されたテレビドラマである。

## 概略
とある旅館の若女将が女将塾を開設、そこに集まった塾生達が育っていく模様を描く。原作は実際に女将塾を開設した人物が、その体験記を本にまとめて出版したものである。
湯河原（神奈川県）の温泉街にてロケが行われた。

## 出演者
- 吉野奈津子（塾生）- 酒井法子
- 大島富佐子（若女将） - 高橋惠子
- 水野幸次郎（公認会計士） - 小林稔侍
- 菊地雅人 - 河相我聞
- 吉沢裕介（板前） - 山本太郎
- 永山久美（塾生） - 中山忍
- 木下さえ（塾生） - 持田真樹
- 北村宏子 - 西尾まり
- 矢部綾 - 木内晶子
- 小暮道子 - 田村たがめ
- 藤崎遥 - 大谷允保
- 清水優加 - 松井涼子
- 徳永課長 - 大河内浩
- 吉野良江 - 樋田慶子
- 大島ヒサ（大女将） - 塩沢とき

## スタッフ
- 原作 :  倉澤紀久子「旅館の女将に就職します」
- 脚本 : 小松江里子
- プロデューサー : 大山勝美
- 演出 : 堀川とんこう、 和田旭
- 音楽 : 沢田完